# Lafaiete Coutinho
Lafaiete Coutinho là một đô thị thuộc bang Bahia, Brasil. Đô thị này có diện tích 352,658 km², dân số năm 2007 là 3597 người, mật độ 10,2 người/km².